# Hermann Heberlein (Politiker)

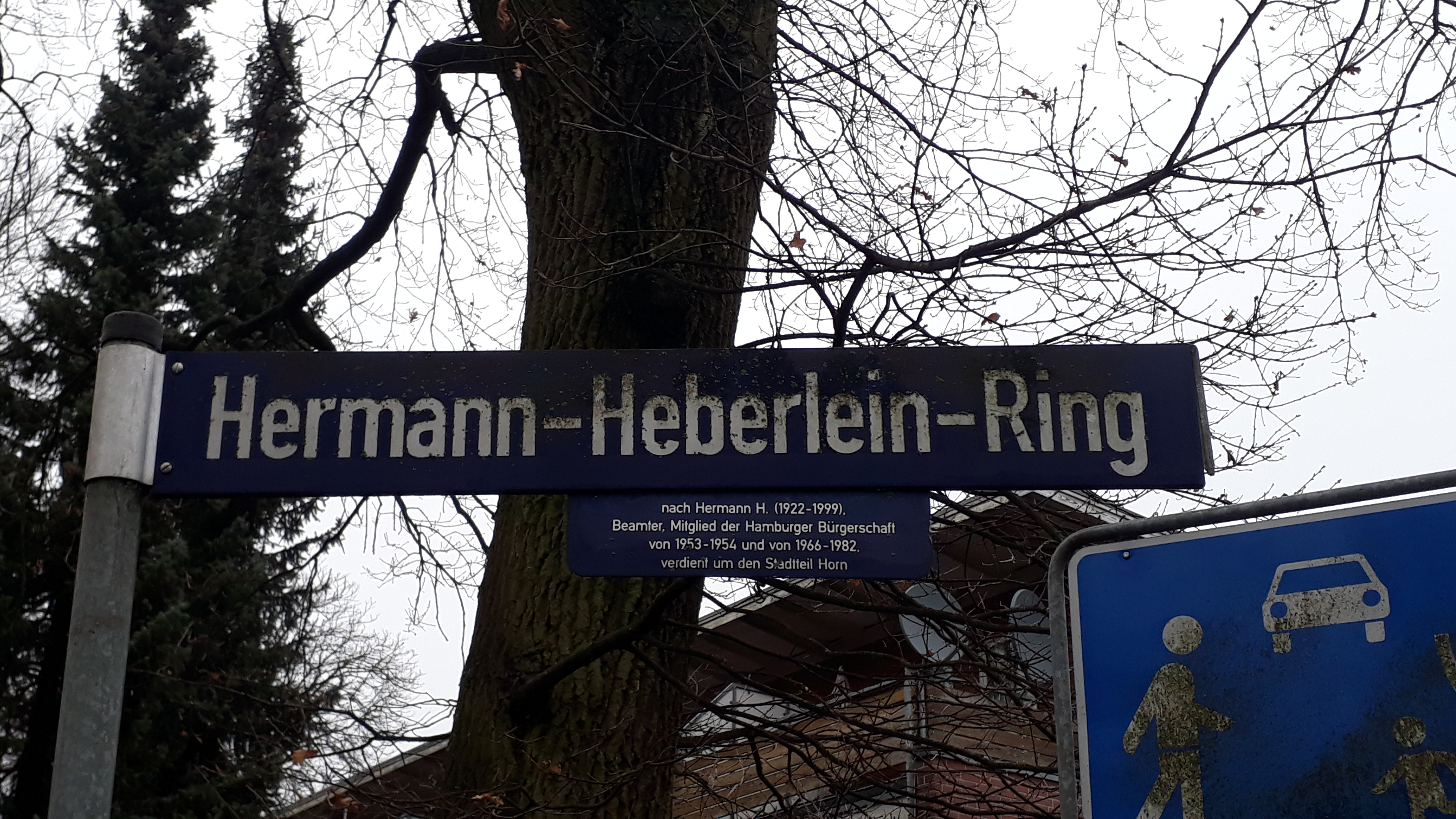
Das Straßenschild „Herrmann-Heberlein-Ring“

 Hermann Heberlein (* 8. April 1922 in Hamburg; † 22. September 1999) war ein deutscher Politiker und ehemaliger Abgeordneter der Hamburgischen Bürgerschaft für die SPD.

## Leben
Nach dem Erwerb der Mittleren Reife machte Hermann Heberlein eine kaufmännische Lehre im Groß- und Außenhandel. 1941 wurde er als Soldat eingezogen. Nach Kriegsende arbeitete er als kaufmännischer Angestellter. Von 1950 bis 1952 absolvierte er ein Studium an der Akademie für Gemeinwirtschaft mit Abschluss Volkswirt grad. 1958 wurde er – nach entsprechender Prüfung – als Beamter des gehobenen Dienstes in das Beamtenverhältnis übernommen. Er wirkte im Bezirksamt Altona und im Ortsamt Blankenese. Zuletzt war er Ortsdienststellenleiter in Lurup.

## Politik
1946 trat Hermann Heberlein in die SPD ein. Neben Funktionen innerhalb der Partei arbeitete er ehrenamtlich vor allem in Verbänden und Organisationen mit, die sich mit Ausbau und Verschönerung des im Krieg sehr zerstörten Stadtteils Hamburg-Horn beschäftigten.
Von 1966 bis 1974 und von 1978 bis 1982 wurde er als Abgeordneter in die Hamburgische Bürgerschaft gewählt. Er arbeitete vor allem in den Ausschüssen Schule und Berufsbildung und Soziales und Jugend mit.
Für seine Verdienste um den Stadtteil wurde der Hermann-Heberlein-Ring  in Hamburg-Horn nach ihm benannt.